# Schönberg am Kamp
Schönberg am Kamp – gmina targowa w Austrii, w kraju związkowym Dolna Austria, w powiecie Krems-Land. Liczy 1 850 mieszkańców (1 stycznia 2014).